# Karbonariusze
Karbonariusze (węglarze, zakon węglarzy, dobrzy kuzyni) – członkowie włoskiego tajnego stowarzyszenia skierowanego przeciw siłom okupacyjnym w okresie wojen napoleońskich, które przekształcając się w ruch rewolucyjny, odegrało dużą rolę w procesie zjednoczenia Włoch.

## Historia
Istnieje wiele teorii dotyczących powstania karbonaryzmu. Twórcami węglarstwa mieli być francuscy masoni (charbonniers – francuska nazwa wypalaczy węgla drzewnego) nastawieni opozycyjnie do oficjalnej masonerii lub masoni obrządku szwedzkiego, którzy zawsze zwalczali masonerię oficjalną. Karbonaryzm mógł też powstać w kręgu oficerów wojskowych nie należących do masonerii, a wyznających poglądy demokratyczne w stylu Jana Jakuba Rousseau. Ci oficerowie, którzy przybyli do Włoch z Józefem Bonapartem i Muratem, mieli rozpropagować tam karbonaryzm w celu zwalczania wpływów Ferdynanda IV (w rzeczywistości karbonariusze rozpoczęli walkę z panowaniem francuskim). Istnieje także pogląd, że węglarstwo stworzyli na Sycylii Anglicy, królowa Maria Karolina Habsburg lub co najprawdopodobniejsze włoscy iluminaci pod koniec XVIII wieku.
Karbonariusze wspierali organizację rewolucji we Włoszech w 1820, 1830, 1831 i 1848. Ich działalność była skierowana przeciwko absolutyzmowi i klerowi, zwłaszcza rządom Habsburgów. Nazwa pochodzi od włoskich węglarzy, którzy ukrywali zbiegów politycznych.
Rewolucje zapoczątkowane przez karbonariuszy zostały stłumione przez Francję pod władzą Ludwika Napoleona i austriackich Habsburgów, którzy starali się utrzymać swe wpływy we Włoszech (Wenecja i Mediolan były częścią Cesarstwa Austriackiego, zaś Królestwo Obojga Sycylii było rządzone przez władców z dynastii Burbonów w dużym stopniu ulegających wpływom Francji). Porażka powstań wykazała, że zjednoczenie nie może być osiągnięte przez ideały, lecz przez dyplomację i działania wojenne kierowane przez Piemont-Sardynię.

## Organizacja
Karbonariusze zorganizowani byli na wzór masonerii, podzieleni na małe grupy rozrzucone po całych Włoszech. Mieli ustrój hierarchiczny. Wtajemniczeni wyższych stopni mieli inny światopogląd niż wtajemniczeni niższych stopni, którzy wyznawali swoiste poglądy religijne (kult Chrystusa jako pierwszej ofiary tyranów). Karbonariusze łączyli się w namioty (vendita), te łączyły się w prowincje. Nie stworzono jednak jednej scentralizowanej organizacji we Włoszech. Celem karbonariuszy było zjednoczenie Włoch i wprowadzenie ustroju demokratycznego poprzez spontaniczną rewolucję klasy pracującej dowodzonej przez studentów i intelektualistów. Mieli oni duże poparcie wśród chłopów i drobnego mieszczaństwa. Zwracali się do siebie per dobry kuzynie (buon cugino), innych określali mianem pogan (pagani).

## Relacje z Kościołem
Karbonariusze byli antyklerykałami zarówno pod względem programu, jak i ideologii. Przeciw nim skierowane były papieskie encykliki Ecclesiam a Jesu Christo i Qui Pluribus. Autorstwo kontrowersyjnego dokumentu Alta Vendita, który wzywał do przejęcia Kościoła katolickiego, zostało przypisane najwyższej loży włoskich karbonariuszy.

## Członkowie ruchu karbonarskiego
Silvio Pellico (1788–1854) i Pietro Maroncelli (1795–1846), członkowie ruchu karbonarskiego, byli przez lata przetrzymywani w austriackich więzieniach. Po uwolnieniu Pellico napisał książkę Le mie prigioni opisującą w szczegółach swój dziesięcioletni wyrok. Maroncelli wziął udział w tłumaczeniu książki Pellico w Paryżu (1833).
Inni istotni reprezentanci tego ruchu to:
- Giuseppe Garibaldi,
- Giuseppe Mazzini,
- Louis Auguste Blanqui,
- Marie Joseph de La Fayette.
- Napoleon Ludwik Bonaparte,
- Józef Napoleon Hutten-Czapski,
- Niccolò Paganini,
- Jan Bartkowski